# Hiroyuki Miura (hockey sur glace)
Pour les articles homonymes, voir Miura (homonymie).
Pour l’article homonyme, voir Hiroyuki Miura (shogi).
Hiroyuki Miura (三浦浩幸, Miura Hiroyuki) (né le 31 décembre 1972 à Kushiro au Japon) est un joueur professionnel japonais de hockey sur glace.

## Carrière de joueur
Joueur ayant commencé sa carrière professionnelle au début des années 1990 dans son pays d'origine, le Japon, Hiroyuki Miura est surtout reconnu hors Asie comme étant le tout premier joueur d'origine japonaise à avoir été sélectionné lors d'un repêchage de la Ligue nationale de hockey. Il fut alors un choix de 11e ronde des Canadiens de Montréal en 1992. Il ne joua que six parties en Amérique du Nord, toutes avec les Thunderbirds de Wheeling de l'ECHL.
Après ce bref séjour américain, il retourna jouer dans son pays pour le Kokudo Keikaku Ice Hockey Club qui devint en 2006 les Seibu Prince Rabbits. Il se joignit à de nombreuses reprises à l'équipe nationale du Japon et participa ainsi aux Jeux olympiques d'hiver de Nagano en 1998.

## Statistiques
| Saison    | Équipe                   | Ligue       |    | Saison régulière | Saison régulière | Saison régulière | Saison régulière | Saison régulière |   | Séries éliminatoires | Séries éliminatoires | Séries éliminatoires | Séries éliminatoires | Séries éliminatoires |
| Saison    | Équipe                   | Ligue       | PJ | B                | A                | Pts              | Pun              | PJ               | B | A                    | Pts                  | Pun                  |                      |                      |
| 1992-1993 | Kushiro                  | HS          |    |                  |                  |                  |                  |                  |   |                      |                      |                      |                      |                      |
| 1993-1994 | Thunderbirds de Wheeling | ECHL        | 6  | 0                | 0                | 0                | 8                | -                | - | -                    | -                    | -                    |                      |                      |
| 1997-1998 | Kokudo Keikaku HC        | Japon       | 9  | 0                | 3                | 3                | -                | -                | - | -                    | -                    | -                    |                      |                      |
| 1998-1999 | Kokudo Keikaku HC        | Japon       | 17 | 1                | 0                | 1                | -                | -                | - | -                    | -                    | -                    |                      |                      |
| 1999-2000 | Kokudo Keikaku HC        | Japon       | 28 | 2                | 6                | 8                | -                | -                | - | -                    | -                    | -                    |                      |                      |
| 2000-2001 | Kokudo Keikaku HC        | Japon       | 38 | 2                | 6                | 8                | -                | -                | - | -                    | -                    | -                    |                      |                      |
| 2001-2002 | Kokudo Keikaku HC        | Japon       | 33 | 1                | 7                | 8                | -                | -                | - | -                    | -                    | -                    |                      |                      |
| 2002-2003 | Kokudo Keikaku HC        | Japon       | 23 | 1                | 3                | 4                | -                | -                | - | -                    | -                    | -                    |                      |                      |
| 2003-2004 | Kokudo Keikaku HC        | Asia League | 14 | 0                | 2                | 2                | 2                | -                | - | -                    | -                    | -                    |                      |                      |
| 2004-2005 | Kokudo Keikaku HC        | Asia League | 40 | 2                | 5                | 7                | 12               | 7                | 0 | 1                    | 1                    | 0                    |                      |                      |
| 2005-2006 | Kokudo Keikaku HC        | Asia League | 25 | 0                | 0                | 0                | 20               | 9                | 0 | 0                    | 0                    | 8                    |                      |                      |
| 2006-2007 | Seibu Prince Rabbits     | Asia League | 33 | 0                | 1                | 1                | 52               | 7                | 1 | 1                    | 2                    | 8                    |                      |                      |
| 2007-2008 | Seibu Prince Rabbits     | Asia League | 29 | 0                | 3                | 3                | 45               | 4                | 0 | 0                    | 0                    | 0                    |                      |                      |
| 2008-2009 | Seibu Prince Rabbits     | Asia League | 34 | 0                | 2                | 2                | 20               | 11               | 0 | 1                    | 1                    | 6                    |                      |                      |